# Manlio Sodi

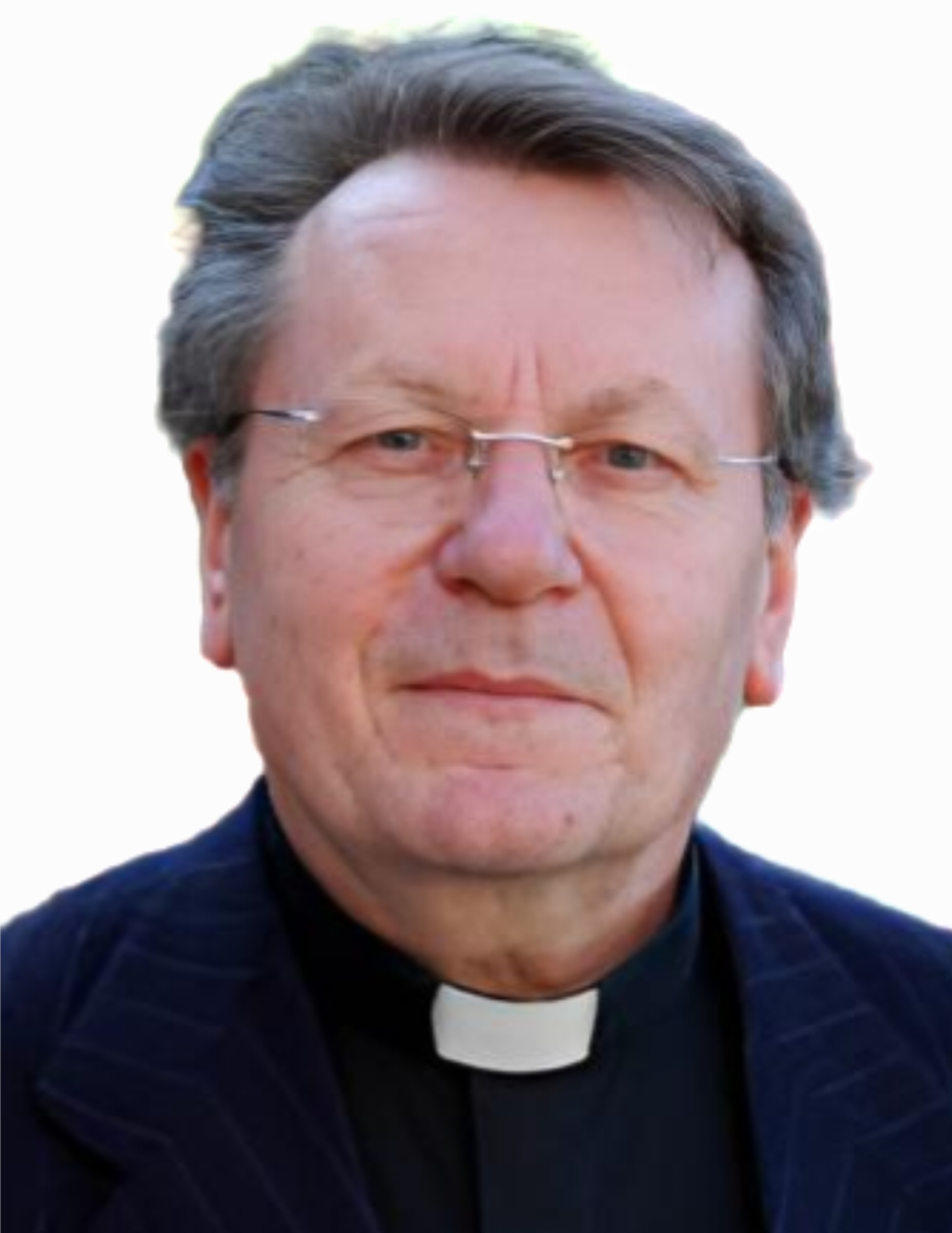
Manlio Sodi

Manlio Sodi (ur. 22 stycznia 1944 w Sinalunga) – włoski teolog, profesor, autor wielu książek, słowników, artykułów publikowanych w czasopismach włoskich i zagranicznych. Zamieszkuje diecezję Montepulciano-Chiusi-Pienza.

## Życiorys
W roku 1978 otrzymał doktorat na Papieskim Instytucie Liturgicznym św. Anzelma w Rzymie. Był profesorem na Papieskim Uniwersytecie Salezjańskim, a w latach 1999–2005 dziekanem i kierownikiem katedry Liturgii i Homiletyki tejże uczelni. W latach 2011–2014 był kierownikiem katedry na Wydziale Literatury Chrześcijańskiej i Pogańskiej w Pontificio Istituto Superiore di Latinità (Pontificium Institutum Altioris Latinitatis) na Papieskim Uniwersytecie Salezjańskim (UPS). Na Papieskim Uniwersytecie Laterańskim był szefem katedry języków klasycznych i nowożytnych w latach 2015–2018. W latach 2009–2014 był dziekanem Papieskiej Akademii Teologicznej.
Był profesorem wizytującym na Uniwersytecie Śląskim w Katowicach, na Papieskim Uniwersytecie Świętego Krzyża i Papieskim Uniwersytecie Laterańskim w Rzymie i na Uniwersytecie w Urbino. W latach 1984–1999 był konsultantem Dykasterii ds. Kultu Bożego i Dyscypliny Sakramentów, a w latach 1994–2008 w Urzędzie Papieskich Celebracji Liturgicznych. W latach 1997–2015 był dyrektorem czasopisma Rivista Liturgica i redaktorem czasopisma Path na Papieskiej Akademii Teologicznej. Jest członkiem komitetu naukowego Hermeneutica (rocznika filozoficzno-teologicznego) Wyższego Instytutu Nauk Religijnych Uniwersytetu w Urbino oraz Papieskiej Akademii Języka Łacińskiego.

## Publikacje
- Liturgia e musica nella formazione salesiana, SDB , 1984
- Anno liturgico: itinerario di fede e di vita a cura di M. Sodi e G. Morante, Elledici, ISBN 8801101295, 1988
- Con Maria verso Cristo. Messe della Beata Vergine Maria, San Paolo Edizioni, ISBN 8821518825, 1990
- Giovani, liturgia e musica, LAS, ISBN 8821302954, 1994
- Famiglia Salesiana in preghiera. Testi per la celebrazione dell’Eucaristia e della Liturgia delle Ore, Direzione Generale Opere Don Bosco, 1995
- Pontificale Romanum. Editio princeps (1595-1596) a cura di M. Sodi e A.M. Triacca, Libreria Editrice Vaticana, ISBN 8820981351, 1997
- Con María hacia Cristo: Misas de la Virgen María, Centre de Pastoral Litúrgica, ISBN 8474674379, 1997

- Missale Romanum. Editio princeps (1570) a cura di M. Sodi e A.M. Triacca, Libreria Editrice Vaticana, ISBN 8820925478, 1998, ²2012
- Dizionario di Omiletica a cura di M. Sodi e A.M. Triacca, Elledici, Velar, Leumann, Gorle, 1998, ²2002, ³2013
- Breviarium Romanum. Editio princeps (1568) a cura di M. Sodi e A.M. Triacca, Libreria Editrice Vaticana ISBN 882092868X, 1999, ²2012
- Caeremoniale Episcoporum. Editio princeps (1600) a cura di M. Sodi e A.M. Triacca, Libreria Editrice Vaticana ISBN 8820970651, 2000
- Il rito e il messaggio, Piemme, ISBN 8838447195, 2000
- Pellegrini alla porta della misericordia, Edizioni Messaggero, 2000
- La parola di Dio nella celebrazione eucaristica-The word of God in the eucaristic celebration. Tavole sinottiche-Synoptic tables. Ediz. bilingue, Libreria Editrice Vaticana, ISBN 8820924463, 2000
- Graduale de Tempore iuxta ritum sacrosanctae Romanae Ecclesiae. Editio princeps (1614) a cura di M. Sodi e G. Baroffio, Libreria Editrice Vaticana ISBN 882097116X, 2001

- Concordantia et Indices Missalis Romani. Editio typica tertia a cura di M. Sodi e A. Toniolo, Libreria Editrice Vaticana, ISBN 8820973537, 2002
- Il latino e i cristiani. Un bilancio all’inizio del terzo millennio a cura di M. Sodi e E. Dal Covolo, Libreria Editrice Vaticana ISBN 8820973154, 2002
- “Actuosa participatio”. Conoscere, comprendere e vivere la Liturgia. Studi in onore del Prof. Domenico Sartore a cura di M. Sodi e A. Montan, ISBN 9788820972653, 2002
- Praenotanda Missalis Romani. Textus, concordantia, appendices. Editio typica tertia a cura di M. Sodi e A. Toniolo, Libreria Editrice Vaticana, ISBN 8820974525, 2003
- Tra maleficio, patologie e possessione demoniaca. Teologia e pastorale dell’esorcismo, EMP, ISBN 8825012861, 2003
- Rituale Romanum. Editio princeps (1614) a cura di M. Sodi e J.J. Flores Arcas, Libreria Editrice Vaticana, ISBN 8820974363, 2004
- Pietà popolare e liturgia. Teologia – Spiritualità – Catechesi – Cultura a cura di M. Sodi e G. La Torre, Libreria Editrice Vaticana, ISBN 9788820976095, 2004

- Martyrologium Romanum. Editio princeps (1584) a cura di M. Sodi e R. Fusco, Libreria Editrice Vaticana, ISBN 8820976757, 2005
- L’utopia dell’Oasi Città Aperta. Percorsi culturali per un rinnovato umanesimo sociale a cura di M. Sodi e B. Amata, Troina, 2005, ²2008
- Il “Pontificalis liber” di Agostino Patrizi Piccolomini e Giovanni Burcardo (1485), Libreria Editrice Vaticana, ISBN 8820976196, 2006
- Testimoni del Risorto. Martiri e Santi di ieri e di oggi nel Martirologio Romano, Edizioni Messaggero, ISBN 9788825017168, 2006
- «Ubi Petrus ibi Ecclesia». Sui “sentieri” del Concilio Vaticano II. Miscellanea offerta a S.S. Benedetto XVI in occasione del suo 80° genetliaco, Libreria Editrice Vaticana ISBN 9788821306419, 2007
- Il messale di Pio V. In latino la messa del III millennio?, EMP, ISBN 8825019467, 2007
- Enea Silvio Piccolomini. Pius Secundus Poeta Laureatus Pontifex Maximus a cura di M. Sodi e A. Antoniutti, Ed. Shakespeare and Company2 – Libreria Editrice Vaticana ISBN 8820979365, 2007

- Missale romanum editio typica Editio typica (1962), Libreria Editrice Vaticana, ISBN 8820979659, 2007
- Introduzione alla Liturgia – Nozioni fondamentali Anno Liturgico' – Liturgia delle Ore, UPS, 2007
- Ordinamento generale del Lezionario Romano. Annunciare, celebrare e vivere la parola di Dio, Edizioni Messaggero, 2007, ²2014
- Rituale romanum. Editio typica 1952 a cura di M. Sodi e A. Toniolo, Libreria Editrice Vaticana, ISBN 8820980703, 2008
- Il metodo teologico. Tradizione, innovazione, comunione in Cristo, Libreria Editrice Vaticana, ISBN 8820980797, 2008
- Pontificale Romanum. Editio typica 1961-1962 a cura di M. Sodi e A. Toniolo, Libreria Editrice Vaticana, ISBN 8820981351, 2008
- Sui sentieri di Paolo. La sfida dell’educazione tra fede e cultura, Libreria Editrice Vaticana, ISBN 9788821307188, 2009

- La Penitenzieria Apostolica e il sacramento della Penitenza. Percorsi storici, giuridici, teologici e prospettive pastorali a cura di M. Sodi e J. Ickx, Libreria Editrice Vaticana, ISBN 8820982447, 2009
- Astronomia e culto. Risposte a domande di attualità, EMP, ISBN 8825021453, 2009
- Breviarium Romanum. Totum. Editio typica 1961 a cura di M. Sodi e A. Toniolo, Libreria Editrice Vaticana, ISBN 8820981602, 2009
- Paolo di Tarso. Tra kerygma, cultus e vita. Con testi anche in francese ed inglese, Libreria Editrice Vaticana, ISBN 8821302954, 2009
- “Aurum est ipsa Divinitas”. Un dialogo tra culture e religioni all’insegna dell’oro a cura di M. Sodi e G. Colaiacovo, Libreria Editrice Vaticana, Velar, Gorle ISBN 9788871354583, 2009
- Rituale Sacramentorum Francisci de Sales Episcopi Gebennensis iussu editum anno 1612 a cura di M. Sodi e M. Wirth, Libreria Editrice Vaticana, ISBN 9788820983697, 2010
- Rites de Communion Conférences Saint-Serge. Le Semaine d’Études Liturgiques (Paris, 23-26 juin 2008) a cura di M. Sodi e A. Lossky, Libreria Editrice Vaticana, ISBN 8820984083, 2010

- Sine Dominico non possumus. Itinerario formativo per universitari nel rapporto tra culto e cultura. Anno pastorale 2010-2011, CLV, ISBN 8873671276, 2010
- Liturgia Tridentina. Fontes – Indices – Concordantia (1568-1962) a cura di M. Sodi, A. Toniolo e P. Bruylants, Libreria Editrice Vaticana, ISBN 978-88-209-8448-9, 2010
- Dicionário de homilética a cura di M. Sodi e A.M. Triacca, Paulus, Loyola, ISBN 8515037297, 2010
- Theo-loghìa. Risorsa dell’Universitas scientiarum, Lateran University Press, ISBN 8846507649, 2011
- Calix et Crux. Dalla „coppa” per la vita alla Croce sorgente di salvezza a cura di M. Sodi G. Colaiacovo, M. Luri, R. Bracchi, Elledici, Velar, Leumann, ISBN 8871357078, 2011
- “Aurum est ipsa divinitas”. Un diálogo entre culturas y religiones bajo el signo del oro a cura di M. Sodi e G. Colaiacovo, Libreria Editrice Vaticana, Velar, Gorle 2011
- Faire memoire. L’anamnèse dans la liturgie a cura di M. Sodi e A. Lossky, Libreria Editrice Vaticana, ISBN 8820986051, 2011
- La penitenza tra I e II millennio. Per una comprensione delle origini della penitenzieria apostolica a cura di M. Sodi e R. Salvarani, Libreria Editrice Vaticana, ISBN 8820986493, 2012

- Sacramentarium gregorianum concordantia a cura di M. Sodi, G. Baroffio, A. Toniolo, LAS, ISBN 8821308464, 2012
- La liturgie témoin de l’Église a cura di M. Sodi e A. Lossky, Libreria Editrice Vaticana, ISBN 8820986507, 2012
- «Relazione»? Una categoria che interpella a cura di M. Sodi e L. Clavell, Libreria Editrice Vaticana, ISBN 8820988933, 2012
- Vox clamantis in deserto. San Giovanni Battista tra arte, storia e fede a cura di M. Sodi, A. Antoniutti, B. Treffers, Libreria Editrice Vaticana, Shakespeare and Company2, ISBN 8820991780, 2013
- Veterum sapientia. Storia, cultura, attualità a cura di M. Sodi, L. Miraglia, R. Spataro, LAS, ISBN 8821308588, 2013
- Missale monasticum secundum consuetudinem Vallisumbrosae. Editio princeps (1503) a cura di M. Sodi, G. Baroffio, F. Salvestrini, Libreria Editrice Vaticana, ISBN 9788820990961, 2013
- La penitenza tra Gregorio VII e Bonifacio VIII. Teologia, pastorale, istituzioni a cura di M. Sodi, R. Rusconi, A. Saraco, Libreria Editrice Vaticana, ISBN 8820991101, 2013
- Sacramentarium Veronense Concordantia a cura di M. Sodi, A. Toniolo, G. Baroffio, LAS, ISBN 8821308839, 2013

- Pienza. Il cielo in cattedrale a cura di M. Sodi e N. Petreni, Velar, Ldc, Società Bibliografica Toscana, Gorle, ISBN 8871358163, 2013
- Liturgia e pietà popolare. Prospettive per la Chiesa e la cultura nel tempo della nuova Evangelizzazione, Libreria Editrice Vaticana, ISBN 8820990105, 2013
- “In herbis medicina et salus”. Dalla natura il ben-èssere tra salute e bellezza a cura di M. Sodi, G. Monacelli, S. Tavella, Velar, Gorle, ISBN 8871359011, 2013
- Tra etica e impresa la persona al centro. Parabole e metafore alla luce della Caritas in veritate e della Lumen fidei a cura di M. Sodi, R. Maradiaga O.A., G. Colaiacovo, If Press, ISBN 9788867880133, 2013
- Teología litúrgica: métodos y perspectivas, Centre de Pastoral Litúrgica a cura di M. Sodi, F. M. Arocena, D. W. Fogerberg, B. Migut, Centre de Pastoral Litúrgica, ISBN 8498056144, 2013
- La teologia liturgica tra itinerari e prospettive. L’economia sacramentale in dialogo vitale con la scienza della fede a cura di M. Sodi e D. Medeiros, If Press, ISBN 9788867880270, 2014
- Divorzi, nuove nozze, convivenze. Quale accompagnamento ministeriale e pastorale? a cura di M. Sodi e K. Nykiel, If Press, ISBN 8867880373, 2014
- Penitenza e Penitenzieria tra umanesimo e rinascimento. Dottrine e prassi dal Trecento agli inizi dell’Età moderna (1300-1517) a cura di M. Sodi, A. Manfredi, R.Rusconi, Libreria Editrice Vaticana, ISBN 9788820994372, 2014

- Entre ética y empresa la persona en el centro. Parábolas y metáforas a la luz de la Caritas in veritate y de la Lumen fidei, a cura di M. Sodi, R. Maradiaga O.A., G. Colaiacovo, If Press, ISBN 8867880403, 2014
- Anima e psiche. Percorsi per un dialogo a cura di M. Sodi e S. Tavella, If Press, ISBN 8867880195, 2014
- Sacramentarium Gelasianum Concordantia a cura di M. Sodi, G. Baroffio, A. Toniolo, LAS, ISBN 8821311600, 2014
- Ordinamento generale del lezionario romano. Annunciare, celebrare e vivere la parola di Dio, EMP; ISBN 8825038569, 2014
- Continuiamo a “camminare insieme” per educarci alla “vita buona del Vangelo”, Parrocchia “San Pietro”, Abbadia di Montepulciano, 2014
- Leone I e Gregorio I – Attualità di due “grandi” promotori di cultur Lateran University Press, ISBN 8846510224, 2015
- Educare la coscienza: sfida possibile? Dai “luoghi” privilegiati ai contesti più variegati: la missione del formatore a cura di M. Sodi, K. Nykiel, P. Carlotti, If Press, ISBN 8867880551, 2015

- Quaresima e Pasqua 2015: “tempo favorevole” per la Comunità dell’Abbadia?, Abbadia di Montepulciano, 2015
- Liturgia y pietad popular. Perspectivas para la Iglesia y la cultura en el tiempo de la nueva Evangelización a cura di M. Sodi e D. Castillo, Universidad Católica de Cuenca, Quito, 2015
- La formazione morale della persona nel sacramento della Riconciliazione a cura di M. Sodi et alii, If Press, ISBN 8867880691, 2015
- Omiletica e comunicazione nella liturgia a cura di M. Sodi e Collaboratori, Pontificia Universitas Lateranensis, 2016
- Sacramentari e messali pretridentini di provenienza italiana. Guida ai manoscritti a cura di M. Sodi, G. Baroffio e A. Suski, Lateran University Press, ISBN 8846510720, 2016
- Descendit Christus, descendit et Spiritus. L’iniziazione in Ambrogio da Milano a cura di M. Sodi e A. Toniolo, Lateran University Press, ISBN 8846510739, 2016
- Peccato – Misericordia – Riconciliazione. Dizionario Teologico-Pastorale a cura di M. Sodi et alii, Libreria Editrice Vaticana, ISBN 8820998572, 2016

- Penitenza e Penitenzieria nel “secolo” del Concilio di Trento. Prassi e dottrine in un mondo più largo (1517-1614) a cura di M. Sodi e A. Saraco, Libreria Editrice Vaticana, ISBN 8820998009, 2016
- Pensare con i giovani? La Comunità dell’Abbadia nel contesto poliziano, Diocesi di Montepulciano-Chiusi-Pienza, 2016
- Il sacramento della Riconciliazione “porta santa” della misericordia a cura di M. Sodi et alii, If Press, ISBN 8867881027, 2017
- Arte pittorica del Cinque-Seicento Toscano in area poliziana a cura di M. Sodi e Collaboratori, Società Bibliografica Toscana, 2017
- La predicazione dei padri della Chiesa. Una tradizione sempre attuale a cura di M. Sodi e R. Ronzani, Lateran University Press, ISBN 8846511751, 2017
- Sacramentari gregoriani. Guida ai manoscritti e concordanza verbale a cura di M. Sodi, A.W. Suski, A. Toniolo, Lateran University Press, ISBN 8846511778, 2018
- Messali manoscritti pretridentini (secc. VIII-XVI). Catalogo a cura di M. Sodi e A.W. Suski Libreria Editrice Vaticana, ISBN 8826602514, 2019

- Pontificali pretridentini (secc. IX-XVI). Guida ai manoscritti e concordanza verbale a cura di M. Sodi, A.W. Suski, A. Toniolo, Wydawnictwo Naukowe Uniwersytetu Milołaja Kopernika, ISBN 978-83-231-4201-0, 2019
- Sufficit Gratia Mea. Cristologia. Mariologia. Ecclesiologia. Liturgia. Agiologia. Cultura. Miscellanea di studi offerti a Sua Em. il Card. Angelo Amato in occasione del suo 80° genetliaco, Libreria Editrice Vaticana, ISBN 8826603480, 2019
- Il Natale nella sapienza dei proverbi. Con una Lettera di papa Francesco sul Presepe, If Press, ISBN 8867882236, 2020
- Gratianus Magister Decretorum. Il Decretum tra storia, attualità e prospettive di universalità a cura di M. Sodi e F. Reali, Bibliotheca Apostolica Vaticana, ISBN 9788821010569, 2020
- Sacramentario Gregoriano. Testo latino-italiano e commento a cura di M. Sodi, O.A. Bologna, R. Presenti, A. Toniolo, Edusc, ISBN 8883339738, 2021
- Roberto Bellarmino (san) – Il catechismo. Breve dottrina cristiana e dichiarazione più copiosa a cura di M. Sodi, A. Głusiuk, G. Mignoni, Morcelliana, ISBN 8837235585, 2021
- Da Gerusalemme a Roma… Il Vangelo incontra popoli e culture. “Lectio divina” sugli Atti degli Apostoli per l’anno pastorale, eucaristico e sinodale 2021-2022 a cura dell’Animazione Biblica Diocesana e dell’Ufficio per la Pastorale della Cultura = Quaderni dell’Animazione Biblica Diocesana XIX, Edizione extra commerciale, 2021
- Omelia e predicazione Sfide e responsabilità pastorali tra celebrazione e ministerialità a cura di M. Sodi e E. DAL Covolo Rogate, ISBN 888075498X, 2021

- Lo riconobbero nello spezzare il pane... Lectio divina sul mistero eucaristico, San Paolo Edizioni, ISBN 8892224905, 2021
- «Verbum caro». Miscellanea offerta a Sua Em. il Card. Gianfranco Ravasi in occasione del suo 80° genetliaco, San Paolo Edizioni, ISBN 8892228986, 2022
- Bellarmino e i Gesuiti a Montepulciano. Studi in occasione del IV centenario della morte di San Roberto (1621-2021) a cura di M. Sodi e A. Głusiuk, Olschki, ISBN 8822268202, 2022
- San Bernardino da Siena. Un predicatore per ogni tempo a cura di M. Sodi et alii, Società Bibliografica Toscana, 2022
- Liber qui dicitur ordinarius. Inventario dei manoscritti a cura di M. Sodi, A.W. Suski, G. Brusa, Edusc, ISBN 979-1254820254, 2022
- Radicati in quella Parola che, sola, dà vita. “Lectio divina” per l’anno pastorale 2022-2023 a cura dell’Animazione Biblica Diocesana e dell’Ufficio per la Pastorale della Cultura, edizione extra commerciale, Montepulciano 2022
- La reliquia di Sant’Andrea. Da Patrasso a Pienza e il suo ritorno a Patrasso a cura di M. Sodi et alii, 2022
- Spes mea unica. Miscellanea offerta a Sua Ecc. Mons. Andrzej W. Suski primo vescovo della diocesi di Toruń in occasione del Suo 80° genetliaco a cura di M. Sodi e D. Brzeziński, Edusc, ISBN 979-1254821008, 2022
- Pienza. Il Cielo in Cattedrale. Presentazione di S. Em. il Card. Augusto Paolo Lojudice, Vescovo di Montepulciano Chiusi Pienza a cura di M. Sodi e N. Petreni Velar, 2023
- Da Gerusalemme a Roma... Il Vangelo incontra popoli e culture - Lectio divina sugli Atti di Apostoli, San Paolo Edizioni, EAN 9788892244191, 2024
- Europa ENEA SILVIO PICCOLOMINI - PAPA PIO II (De Europa, 1458-1461), a cura di M. Sodi e A. Zanardi Landi, If Press, ISBN 978-88-6788-354-7, 2024
- Asia ENEA SILVIO PICCOLOMINI - PAPA PIO II (De Asia, 1461), a cura di M. Sodi e R. Presenti, If Press, ISBN 978-8867883608, 2024
- Il Pastore di Erma. Traduzione “Vulgata”, Concordanza, Bibliografia = Veritatem inquirere 18, pp. 259, A.W. Suski – P. Cecconi – M. Sodi – A. Toniolo (edd.), Edusc, ISBN 979-1254823194, 2024
- Collectio Missarum de Beata Maria Virgine. Introduzione, testo, concordanza, commento = Veritatem inquirere 19, pp. 247, M. Sodi – A. Toniolo – D. Medeiros, Edusc, EAN 9791254823613, 2025
- Una Parola viva ed efficace. Tra annuncio, celebrazione e vita = Sentieri della Parola 3, pp.188, Manlio Sodi, Edusc, ISBN 9791254823880, 2025
- Maestri, Musica in rosso e nero. Brumana – M. Sodi – P. Tiezzi  Libri liturgici dal Cinquecento in poi = Il Moreni 26, pp. 111; in particolare le pp. 22-45: Società Bibliografica Toscana, Sinalunga (Siena), 2025

## Dzieła wspólne
- Dizionario di Liturgia, San Paolo, Cinisello B. 1984 [tr. Spagnola, portoghese e francese]; ²2001
- Dizionario di Catechetica, Elle Di Ci, Leumann 1986 [tr. Spagnola 1987]
- Dizionario di pastorale giovanile, Elle Di Ci, Leumann 1989, ²1992
- Dizionario di Spiritualità biblico-patristica, Borla, Roma 1996
- Dizionario di Scienze dell’Educazione, Elle Di Ci, Sei, Las, Leumann-Torino-Roma 1997; Las, Roma 2008 [tr. spagnola 2009]
- Dizionario di Teologia della Pace, Dehoniane, Bologna 1997
- Dizionario di Mistica, Lev, Città del Vaticano 1998
- Dizionario di scienze e tecniche della comunicazione, Elle Di Ci – Rai – Eri – Las, Roma – Torino 2002
- Dizionario Teologico sul Sangue di Cristo, Lev, Città del Vaticano 2007
- Dizionario di Ecclesiologia, Città Nuova, Roma 2010
- Diccionario General de Derecho Canónico, Editorial Aranzadi, Pamplona 2012